# 38086 Беовульф
38086 Беовульф — навколоземний астероїд, що належить до групи Аполлона. Він був відкритий 5 травня 1999 року в рамках програми пошуку навколоземних астероїдів LONEOS в обсерваторії Андерсон-Меса. Характеризується дуже витягнутою орбітою (0,566), через яку в процесі руху навколо Сонця він перетинає орбіти відразу трьох планет: Венери, Землі і Марса.  
Астероїд названий на честь героя англосаксонської епічної поеми Беовульфа.